# لورين مارمستيدت
لورين مارمستيدت هو منتج ومخرج أفلام سويدي، ولد في 29 أكتوبر 1908 وتوفي في 4 أبريل 1966.